# Impreza masowa

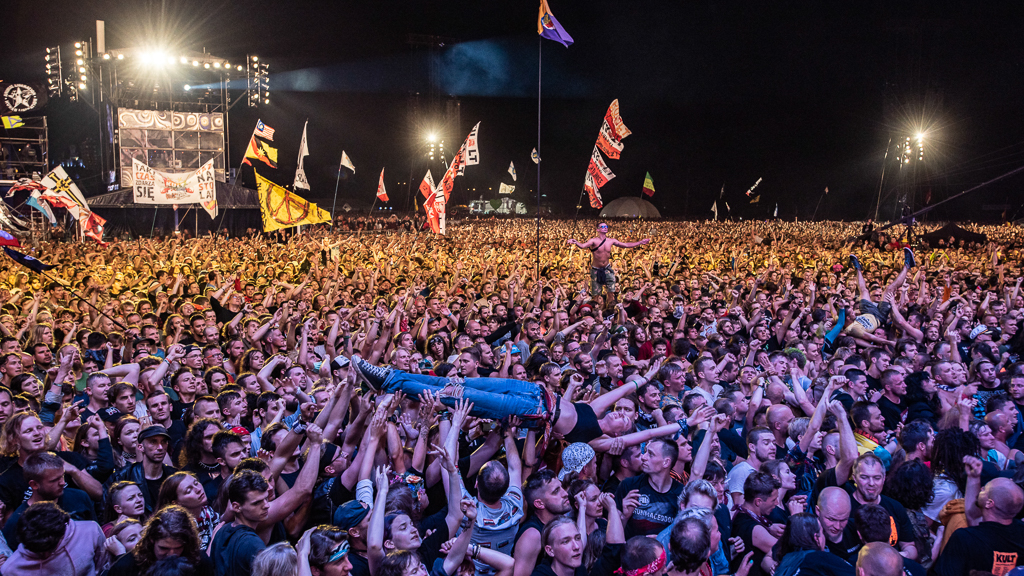
Impreza masowa

Impreza masowa – impreza o charakterze artystycznym, rozrywkowym lub sportowym skierowana do szerokiej publiczności, organizowana zgodnie z przepisami o bezpieczeństwie imprez masowych.
Impreza masowa zwykle odbywa się na stadionie, w hali sportowej, centrum kongresowym czy innym dużym obiekcie, a także na otwartej przestrzeni, na wydzielonym i odpowiednio oznaczonym terenie. Organizatorem takich imprez, po otrzymaniu stosownego zezwolenia, może być zarówno osoba fizyczna, osoba prawna, jak i jednostka nieposiadająca osobowości prawnej.
Według art. 3 ustawy z dnia 20 marca 2009 r. o bezpieczeństwie imprez masowych (Dz.U. z 2023 r. poz. 616) impreza masowa to masowa impreza artystyczno-rozrywkowa lub masowa impreza sportowa, w tym mecz piłki nożnej, z wyjątkiem imprez:
a) organizowanych w teatrach, operach, operetkach, filharmoniach, kinach, muzeach, bibliotekach, domach kultury i galeriach sztuki lub w innych podobnych obiektach,
b) organizowanych w szkołach i placówkach oświatowych przez zarządzających tymi szkołami i placówkami,
c) organizowanych w ramach współzawodnictwa sportowego dzieci i młodzieży,
d) sportowych organizowanych dla sportowców niepełnosprawnych,
e) sportu powszechnego o charakterze rekreacji ruchowej, ogólnodostępnym i nieodpłatnym, organizowanych na terenie otwartym,
f) zamkniętych organizowanych przez pracodawców dla ich pracowników.